# Alfred Ollerup Jørgensen
Alfred Ollerup Jørgensen (Tørring, 1890. augusztus 30. – Svendborg, 1973. november 26.) olimpiai ezüstérmes dán tornász.
Az 1920. évi nyári olimpiai játékokon indult tornában és a svéd rendszerű csapat összetettben ezüstérmes lett.
Klubcsapata a DDS&G's Hold volt.